# Osteophloeum platyspermum
Osteophloeum platyspermum (Spruce ex A.DC.) Warb. è una pianta della famiglia Myristicaceae, originaria dell'ecozona neotropicale. È l'unica specie nota del genere Osteophloeum.